# Ultimatum allemand contre la Lituanie
Le 20 mars 1939, l'Allemagne nazie, par l'intermédiaire de son ministre des affaires étrangères Joachim von Ribbentrop, adresse un ultimatum oral à Juozas Urbšys, ministre des affaires étrangères de la Lituanie. Les Allemands exigent que la Lituanie leur donne le Territoire de Memel qui fut détaché du territoire allemand à l'issue de la Première Guerre mondiale, sans quoi la Wehrmacht envahirait la Lituanie.
Cet ultimatum survient après plusieurs années de tension croissante entre ces deux pays, catalysée par la propagande nazie dans la région. Il est déposé cinq jours seulement après l'occupation allemande de la Tchécoslovaquie. Les quatre signataires de la convention de Klaipėda en 1924 - garantissant le statu quo dans la région - n'apportèrent aucune assistance. Le Royaume-Uni et la France suivent leur politique d'apaisement, tandis que l'Italie et le Japon soutiennent les demandes allemandes. La Lituanie est forcée d'accepter l'ultimatum le 22 mars. Pour l'Allemagne, il s'agit de la dernière acquisition de territoire avant le début de la Seconde Guerre mondiale ; pour la Lituanie cela engendre un ralentissement de l'économie et une baisse du moral.

## Différend de Klaipėda
Klaipėda (en allemand : Memel), un important port de la province de Prusse-Orientale est détaché de l'Allemagne par l'article 28 du traité de Versailles et est gouverné par les Alliés selon l'article 99. La France assume l'administration de la région tandis que la Lituanie continue de militer pour en avoir le contrôle, arguant que cette région a une population lituanienne importante et qu'il s'agit du seul accès portuaire à la Baltique pour ce pays. La Pologne revendique aussi ce territoire. Alors que les Alliés sont hésitants à prendre une décision et qu'il semble que la région devienne un État libre à l'image de la ville libre de Dantzig, la Lituanie prend l'initiative et organise la révolte de Klaipėda en janvier 1923. L'Union soviétique et l'Allemagne soutiennent cette action. La région, comme un territoire autonome avec son propre parlement (Parlement de Klaipėda) est rattachée à la Lituanie. La région couvre alors environ 2 400 km2 avec une population d'environ 140 000 personnes.
Durant les années 1920, la Lituanie et l'Allemagne entretiennent des relations normales et sont unies derrière un sentiment commun anti-polonais. En janvier 1928, après de longues négociations, ces deux pays signent un traité fixant leur frontière, avec Klaipėda au nord-est de celle-ci, côté lituanien. Cependant, des tensions apparaissent dans les années 1930 après la mutation de la république de Weimar en Troisième Reich. Une période particulièrement tendue survient en février 1934 lorsque le gouvernement lituanien arrête une douzaine de militants pro-nazi. En réponse à ces arrestations et aux procès qui en découlent, l'Allemagne déclare un boycott sur les importations agricoles venant de Lituanie. Cette situation provoque une crise économique à Sudovie (sud de la Lituanie), des fermiers organisent des protestations violentes. Cependant, après janvier 1935, la plupart des prisonniers pro-Nazi sont amnistiés. À la suite des amnisties, le prestige de la Lituanie diminue à l'étranger et dans la région de Klaipėda, renforçant ainsi celui de l'Allemagne.

## Montée des tensions
Au printemps 1938, Hitler déclare que l'acquisition de Klaipėda est l'une de ses plus hautes priorités, juste derrière l'annexion des Sudètes. Lorsque la Pologne adresse un ultimatum à la Lituanie, l'Allemagne déclare ouvertement qu'en cas d'affrontement militaire entre la Pologne et la Lituanie, la Wehrmacht envahirait Klaipėda et une grande partie de l'ouest de la Lituanie. Une semaine plus tard, la Lituanie accepte l'ultimatum polonais, l'Allemagne présente un mémorandum en onze points qui réclame la liberté d'action pour les militants pro-allemands dans la région et une diminution de l'influence de la Lituanie. Ses points sont formulés de manière délibérément vague, ce qui permet à l'Allemagne d'accuser la Lituanie de violations.